# ジェフ・ピンクナー
ジェフ・ピンクナー（Jeff Pinkner）はアメリカ合衆国の脚本家・プロデューサー。『エイリアス』などで知られる。

## 経歴
1983年にメリーランド州ボルチモアのパイクスビル高校を卒業。2006年から2007年にかけてはテレビシリーズ『LOST』にエグゼクティブプロデューサーとして参加。2009年には『FRINGE/フリンジ』でもJ・J・エイブラムスと仕事をしている。

## フィルモグラフィ

### テレビ

#### 製作総指揮
- エイリアス Alias
- LOST Lost
- FRINGE/フリンジ Fringe
- オリジン Origin
- ハイ・フィデリティ High Fidelity (2020)

#### 脚本
- エイリアス Alias
- The Beast
- The $treet
- アリー my Love Ally McBeal
- Profiler
- Early Edition
- LOST Lost
- FRINGE/フリンジ Fringe

### 映画
- アメイジング・スパイダーマン2 The Amazing Spider-Man 2 (2014) 脚本
- ジュマンジ/ウェルカム・トゥ・ジャングル Jumanji: Welcome to the Jungle (2017) 脚本
- ヴェノム Venom (2018) 脚本